# گولدنشتدت
گولدنشتدت (به آلمانی: Goldenstedt) یک شهر در آلمان است که در وچتا واقع شده‌است. گولدنشتدت ۹٬۹۰۲ نفر جمعیت دارد.

## خواهرخوانده
شهر Bosc-le-Hard خواهرخواندهٔ گولدنشتدت هست.